# Ioritz Mendizabal
 (août 2011).
Si vous disposez d'ouvrages ou d'articles de référence ou si vous connaissez des sites web de qualité traitant du thème abordé ici, merci de compléter l'article en donnant les références utiles à sa vérifiabilité et en les liant à la section « Notes et références ».
Ioritz Mendizabal est un jockey espagnol né le 5 mai 1974 dans le village de Oiartzun, au Pays basque espagnol, à quelque dix kilomètres de la frontière française, Ioritz Mendizabal a été sacré quatre fois cravache d'or des courses plates en France.

## Carrière
Mendizabal a appris a monter à cheval dans son village. Voulant rapidement devenir jockey, il convainc ses parents de l'inscrire à l'école des apprentis de Mont-de-Marsan à l'âge de 14 ans : “J'ai été influencé par Cash Asmussen, qui montait à la perfection et j'ai appliqué son style. Il montait dans notre écurie où il a imposé sa marque". D'abord apprenti de Michel Laborde à Dax, Mendizabal gagne sa première course en 1990 sur Ninive La Douce à Gemozac. Il rejoint l'écurie de Jean-Claude Rouget en 1991, qu'il n'a pas quitté.
Il devient champion jockey pour la première fois en 2004, avec un record de 220 victoires pour 969 montes. L'année suivante, une chute à Toulouse au mois de juin le laisse six semaines hors des champs de courses. Il termine la saison troisième (138 victoires / 715 courses), derrière Christophe Soumillon et Stéphane Pasquier
Il obtient ses trois autres titres d'affilée, de 2008 à 2010.

## Vie privée
Ioritz vient d'une famille sans lien avec le monde des courses. Son père travaillait dans une banque et sa mère est enseignante. Il a trois sœurs avec lesquelles il parle toujours en basque. 
Il vit à Pau, et possède un appartement à Paris.

## Palmarès
Courses de groupe 1 uniquement
 France
- Prix du Jockey Club – 3 – Vision d'État (2008), Mishriff (2020), St Mark’s Basilica (2021)
- Prix de Diane – 1 – Joan of Arc (2021)
- Poule d’Essai des Poulains – 1 – St Mark’s Basilica (2021)
- Prix Saint-Alary – 2 – Ask for the Moon (2004), Germance (2006)
- Prix Ganay – 1 – Vision d'État (2009)
- Prix de l'Opéra – 1 –  Lily Of The Valley (2010)
- Prix Jean Romanet – 1 –  Audarya (2020)
- Critérium de Saint-Cloud – 1 –  El Bodegon (2021)
- Prix Jean Prat – 1 – Puchkine (2024)
- Derby des Pur-Sang Arabe de 4 ans – 2 – Hayyan (2019), Hattal (2020)
- Coupe d'Europe des chevaux Arab – 2 – Deryan (2020), Hattal (2021)
- Prix Manganate – 1 – Hayyan (2020)
- French Arabian Breeders´ Challenge Classic – 1 – Hattal (2020)
- Prix Kesberoy – 1 – Forgehill Cezanne (2009)

 Royaume-Uni
- UK Arabian Derby – 1 – Hayyan (2019)
- Shadwell Arabian Stallions Hatta International Stakes – 1 – Bayan (2019)

 États-Unis
- Arlington Million – 1 – Spirit One (2008)

 Dubaï
- Dubai Kahayla Classic – 1 – Deryan (2021)

 Allemagne
- Bayerisches Zuchtrennen – 1 – Lucky Lion (2014)